# Kryzys gospodarczy
Kryzys gospodarczy (także: krach gospodarczy, recesja gospodarcza, załamanie gospodarcze, zapaść gospodarcza, depresja gospodarcza, spowolnienie gospodarcze) – zjawisko ekonomiczne w gospodarce.
Przyczyn kryzysu upatruje się zależnie od wyznawanej szkoły (zwykle albo-albo):
- w czynnikach zewnętrznych, np. przez błędną politykę finansową, politykę gospodarczą, także przez niewydolność systemu finansowego. Jest to podejście charakterystyczne dla szkoły neoliberalnej,
- w samej naturze gospodarki kapitalistycznej (marksizm, keynesizm). Podkreśla się zjawisko cykliczności koniunktury, czy obniżenia popytu na dobra konsumpcyjne wskutek wyzysku (marksizm).

Przeciwieństwem kryzysu gospodarczego jest wzrost gospodarczy. W odróżnieniu od recesji kryzys to przede wszystkim zjawisko generujące skutki jakościowe, a więc takie, które trwale zmieniają reguły funkcjonowania gospodarki.

## Objawy kryzysu
W czasie trwania kryzysu dochodzi do upadłości wielu przedsiębiorstw, w wyniku czego następują zwolnienia grupowe, utrata miejsc pracy i redukcja etatów.
Ogólnie kryzys objawia się nagłym pogorszeniem stanu gospodarki.
Pierwszym sygnałem nadchodzącego kryzysu są spadki indeksów giełdowych lub krach giełdowy przeradzający się w długoterminową bessę. Jeszcze wcześniej można to zauważyć obserwując (monitorując) statystyki dotyczące zawieranych transakcji na kontraktach terminowych (tzw. futures) które pokazują, jakich tendencji należy spodziewać się w niedalekiej przyszłości.
Objawami kryzysu są:
- galopująca inflacja przeradzająca się w hiperinflację
- spadek produkcji
- spadek płac
- spadek zatrudnienia
- spadek dochodów
- spadek konsumpcji
- spadek inwestycji
- spadek PKB
- wzrost bezrobocia
- wzrost deficytu budżetowego
- wzrost deficytu fiskalnego
- wzrost deficytu handlowego
- trend spadkowy w podatkowych dochodach budżetowych państwa
- spadek dynamiki (zwolnienie) tempa wzrostu gospodarczego
- zwalnia też dynamika wzrostu produkcji przemysłowej
- obniża się tempo eksportu, a przedsiębiorstwa zmniejszają nakłady inwestycyjne.

Obecność kryzysu obrazują wskaźniki makroekonomiczne, czyli wielkości ekonomiczne charakteryzujące gospodarkę – np. przynajmniej dwa kwartały spadku PKB.

## Cykl życia kryzysu
Rozwój i przebieg kryzysu z perspektywy jego dynamiki, potencjału destabilizującego, a także zasięgu geograficznego opisuje model cyklu życia kryzysu. Składa się on z pięciu etapów: 1. Kumulacja 2. Inicjacja 3. Zarażanie 4. Transmisja 5. Nowa rzeczywistość pokryzysowa.

## Historyczne przykłady
Największe światowe kryzysy to: Wielki kryzys (1929–1933), kryzys naftowy (1973) oraz Kryzys finansowy (2007–2009).
W Polsce: Wielki kryzys w Polsce (1929–1935).